# Dascha Lehmann
Dascha Lehmann, da sposata Dascha Schmidt-Foß (Berlino, 10 aprile 1974), è una doppiatrice e attrice tedesca.

## Vita privata
Dascha Lehmann è figlia dell'attore e doppiatore Manfred Lehmann, voce tedesca di Bruce Willis, ed è sposata con un altro doppiatore, Dennis Schmidt-Foß.

## Biografia
Cominciò la sua attività di doppiatrice nel 1989, prestando la voce a Cory Crow ne Le nuove avventure di Pippi Calzelunghe. È la voce tedesca, tra le altre, di Katie Holmes, Keira Knightley, Jennifer Love Hewitt, Alyssa Milano, Shannon Elizabeth, Brittany Daniel.
Come attrice ha recitato in alcune serie TV tedesche come Faber l'investigatore e Buongiorno professore!.